# Molophilus (Molophilus) colossus
Molophilus (Molophilus) colossus is een tweevleugelige uit de familie steltmuggen (Limoniidae). De soort komt voor in het Neotropisch gebied.